# Roberto Maroni
Pour les articles homonymes, voir Maroni.
Roberto Maroni, né le 15 mars 1955 à Varèse et mort le 22 novembre 2022 à Lozza, est un avocat et homme politique italien, membre de la Ligue du Nord. Il est président de la région de Lombardie de 2013 à 2018 et est trois fois ministre au sein des gouvernements de Silvio Berlusconi.

## Biographie
Diplômé de l'université de Milan en 1979, Roberto Maroni est avocat. Il milite à 16 ans dans un groupe marxiste-léniniste. En 1984, il fonde avec Umberto Bossi la Ligue lombarde qui deviendra la Ligue du Nord, sur des critères ethnoculturels, le rejet du pouvoir romain et des « parasites » méridionaux. Élu conseiller municipal de Varèse en 1990, puis député en 1992, il devient chef du groupe parlementaire de la Ligue l'année suivante. Il dirige au sein de la Ligue l'opposition à Umberto Bossi et à ses proches. 
Dans le premier gouvernement de Silvio Berlusconi, il est ministre de l'Intérieur et vice-Président du conseil entre mai 1994 et janvier 1995. Il est alors le premier responsable politique à ce poste à ne pas être issu de la Démocratie chrétienne, qui fut longtemps hégémonique sur les institutions italiennes. Avec la victoire de la Maison des libertés en 2001, il devient ministre du Travail dans les deuxième et troisième gouvernements Berlusconi. Après les élections d'avril 2008, il retrouve le ministère de l'Intérieur dans le cabinet Berlusconi IV du 7 mai 2008 jusqu'au 12 novembre 2011, date de la démission du gouvernement. Il se fait remarquer pour son action contre l'immigration clandestine. C'est ainsi qu'il refoule en 2009 vers la Libye des embarcations de migrants.
Le 1er juillet 2012, il est élu secrétaire fédéral de la Ligue du Nord, succédant à une direction provisoire après la démission d’Umberto Bossi. Il prend la tête d'un parti dont l'image est abimée et la base militante désorientée à la suite des multiples affaires de corruption de l'ancienne équipe dirigeante. Roberto Maroni, ancien opposant à Bossi, appelle « faire place nette ».
Il axe la campagne du parti sur l'anti-immigration, Lors des élections de 2013, des affiches montrent un Indien, plumes sur la tête, et le slogan « Ils ont subi l’immigration, ils vivent dans des réserves ».
Avec 42 % des voix, il remporte les élections régionales de 2013 en Lombardie en février 2013 et devient président de la région le 18 mars suivant.
Il demeure chef du parti jusqu'au 15 décembre 2013, quand Matteo Salvini lui succède. Ses relations avec ce dernier, dont il dénonce l’euroscepticisme, sont marquées par des tensions, Il appelle même publiquement à sa démission après l'échec du parti aux élections de septembre 2022.
Le 18 juin 2018, il est condamné par la justice à un an de prison.
Il meurt le 22 novembre 2022, à l’âge de 67 ans.